# Военный институт имени Лебедя
Военный институт имени Лебедя (Военный институт Министерства обороны Приднестровской Молдавской Республики имени генерал-лейтенанта Александра Ивановича Лебедя) — государственное образовательное учреждение Высшего профессионального образования Приднестровья.

## История
Военный институт был создан путём реорганизации Военного факультета Приднестровского государственного университета имени Т. Г. Шевченко на основании Указа Президента Приднестровской Молдавской Республики № 252 от 30 апреля 2008 года.
Указом Президента Приднестровской Молдавской Республики № 311 от 19 августа 2015 года «Военный институт Министерства обороны ПМР при Приднестровском государственном университете имени Т. Г. Шевченко» был реорганизован в "государственное образовательное учреждение высшего профессионального образования «Военный институт Министерства обороны Приднестровской Молдавской Республики имени генерал-лейтенанта А. И. Лебедя».
В августе 2009 года Военному институту министерства обороны было вручено боевое знамя.
26 июля 2012 года Военному институту присвоено имя генерал-лейтенанта Александра Ивановича Лебедя

## Подготовка офицерских кадров
Первым министром обороны ПМР были определены основные задачи военной подготовки и установлены военные специальности, по которым ведется подготовка курсантов. Подготовка осуществляется по программе с четырёхлетним сроком обучения согласно установленным государственным образовательным стандартам профессионального обучения и предусмотрено получение среднего профессионального образования по военным специальностям и высшего гражданского образования по направлениям и квалификациям.
Обучение ведется по трем направлениям: командир мотострелкового взвода, командир артиллерийского взвода и офицер-воспитатель.
Военный институт Министерства обороны ПМР является государственным военным образовательным учреждением высшего профессионального образования. Форма получения образования — очная, обучение осуществляется на русском языке. Кроме того, Военный институт осуществляет подготовку офицеров запаса из числа студентов-мужчин обучающихся на дневном отделении ПГУ им. Т. Г. Шевченко в возрасте до 27 лет. Учебный процесс включает теоретический и практический курсы обучения, а также учебный сбор при Военном институте.
Выпускникам (курсантам) Военного института Министерства обороны ПМР и студентам ПГУ им. Т. Г. Шевченко, прошедшим полный курс военного обучения, учебные сборы и сдавшим государственные комплексные экзамены, присваивается офицерское воинское звание «лейтенант».
До 2018 года в Военном институте действовала научно-исследовательская лаборатория «ПОИСК». Образована в 2002 году одним из создателей Вооруженных сил ПМР - полковником Мамруковым Николаем Петровичем. Исследования НИЛ «ПОИСК» были направлены на сбор, анализ опыта локальных войн и военных конфликтов последнего времени, разработку, обобщение учебно-методических, справочных материалов, а также издание электронных учебных пособий для теоретической подготовки курсантов и студентов — будущих офицеров Вооруженных сил ПМР. Исследования были направлены на решение вопросов безопасности государства. Коллективом НИЛ было налажено успешное сотрудничество с Российской Федерацией. Личным решением Министра обороны ПМР генерал-майором Обручковым, НИЛ "Поиск" был ликвидирован. НИЛ "Поиск" был единственным коллективом в Республике, осуществлявшим свою деятельность в интересах Вооруженных сил ПМР.
По окончании Военного института выпускники становятся обладателями сразу двух дипломов: о среднем военном образовании и высшем гражданском по специальности «менеджер по управлению персоналом».

## Кафедры Военного института
- Кафедра тактики.
- Кафедра боевого применения вооружения.
- Кафедра вооружения и стрельбы.
- Кафедра эксплуатации бронетанковой и автомобильной техники.
- Кафедра морально — психологического обеспечения деятельности войск.
- Кафедра управления подразделениями в мирное время.
- Кафедра физкультуры и спорта.
- Кафедра военно-специальных дисциплин.